# Erminia Fuà Fusinato
Erminia Fuà Fusinato, född den 23 oktober 1834 i Rovigo, död den 30 september 1876 i Rom, var en italiensk skald.

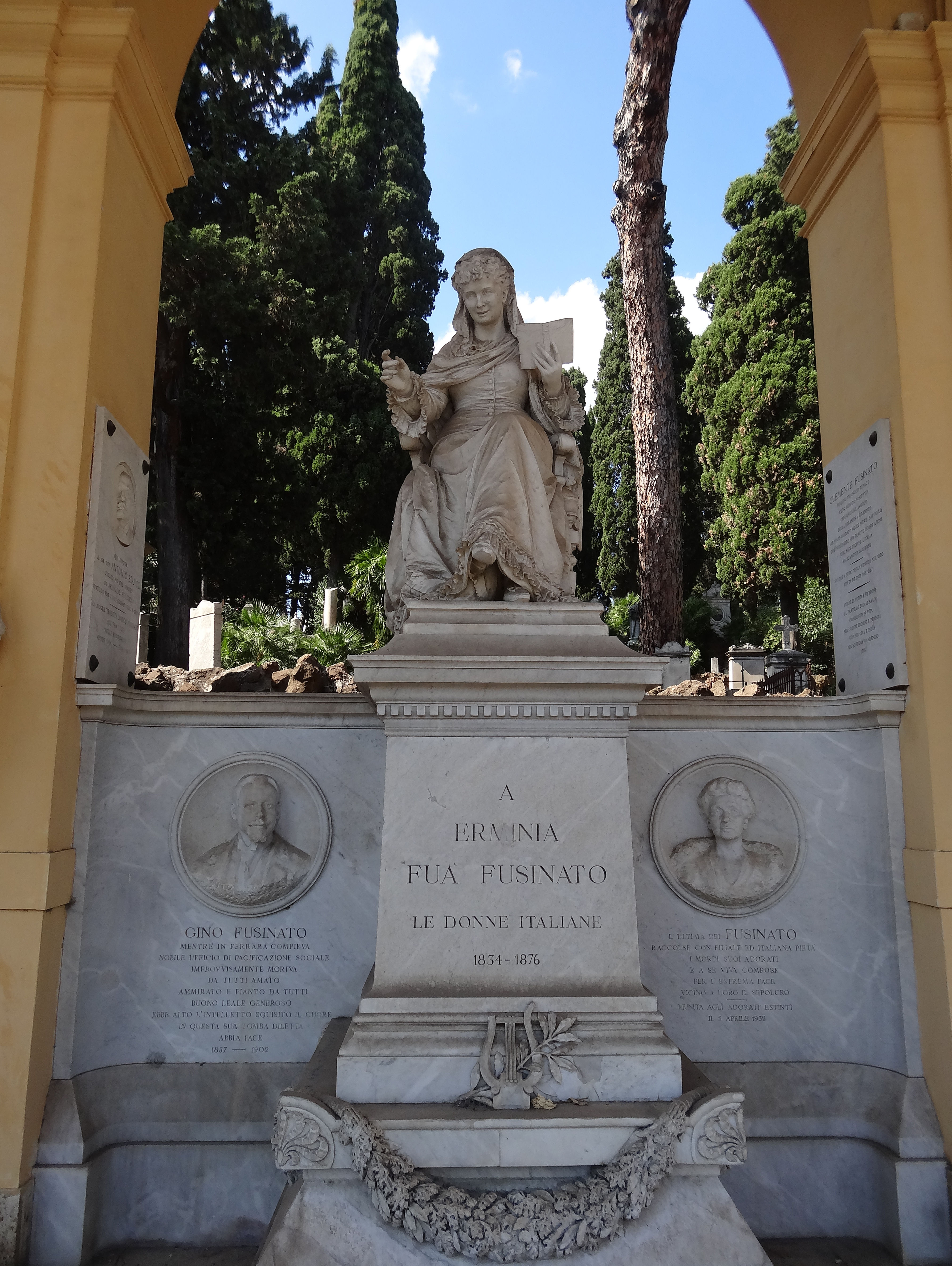
Erminia Fuà Fusinatos gravmonument, utfört av Stefano Galletti.

Erminia Fuà, vars far var läkare, tillhörde en judisk familj. Hon utgav redan 1852 sin första diktsamling Versi e fiori, vari särskilt de patriotiska dikterna vann anklang. Efter att ha övergått till kristendomen gifte hon sig 1856 med skalden Arnaldo Fusinato. Hennes samlade Versi utgavs 1879.